# Gefell (Thüringen)
Gefell is een gemeente in de Duitse deelstaat Thüringen, en maakt deel uit van de Saale-Orla-Kreis.
Gefell telt 2.465 inwoners.  Gefell wordt voor het eerst genoemd in een oorkonde uit 1211. 

## Dorpen
Naast de stad Gefell omvat de gemeente een zestal dorpen die tot 1996 zelfstandige gemeenten waren.
1. Blintendorf
2. Dobareuth
3. Frössen
4. Gebersreuth
5. Göttengrün
6. Langgrün

Naast de dorpen omvat de gemeente ook nog een aantal gehuchten, waaronder Mödlareuth, dat in de DDR-tijd in tweeën werd gedeeld door een muur.

## Afbeeldingen

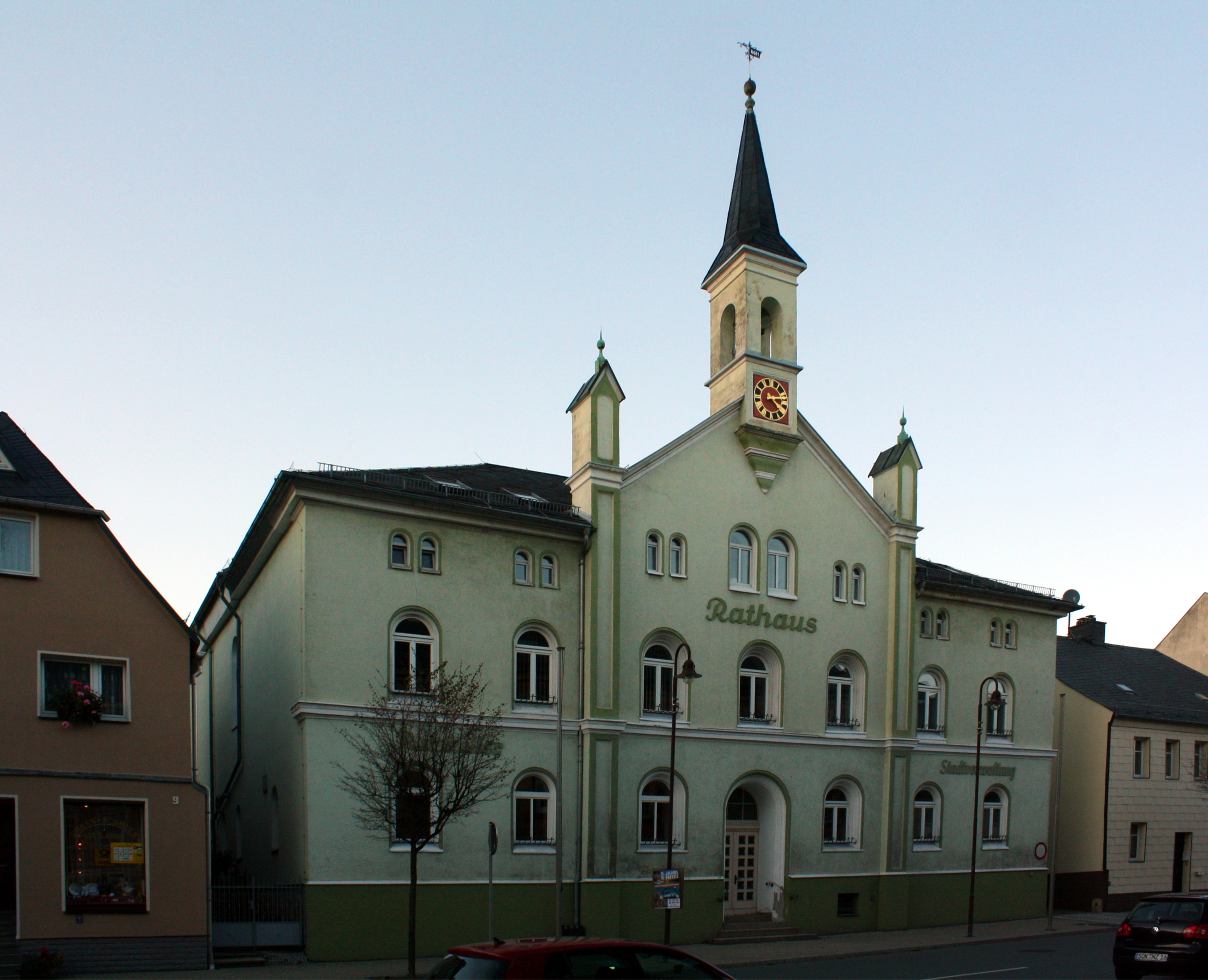
Raadhuis
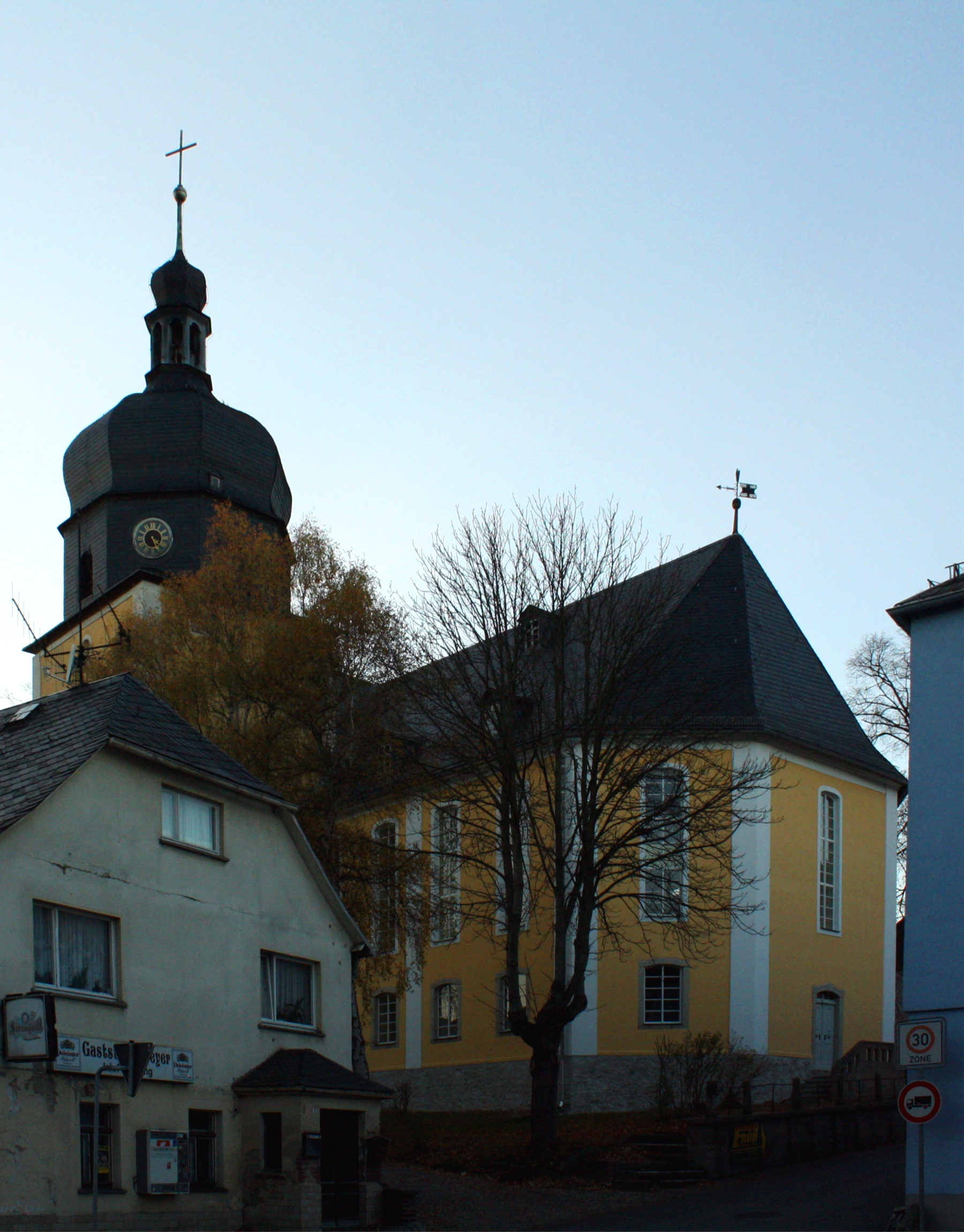
Kerk
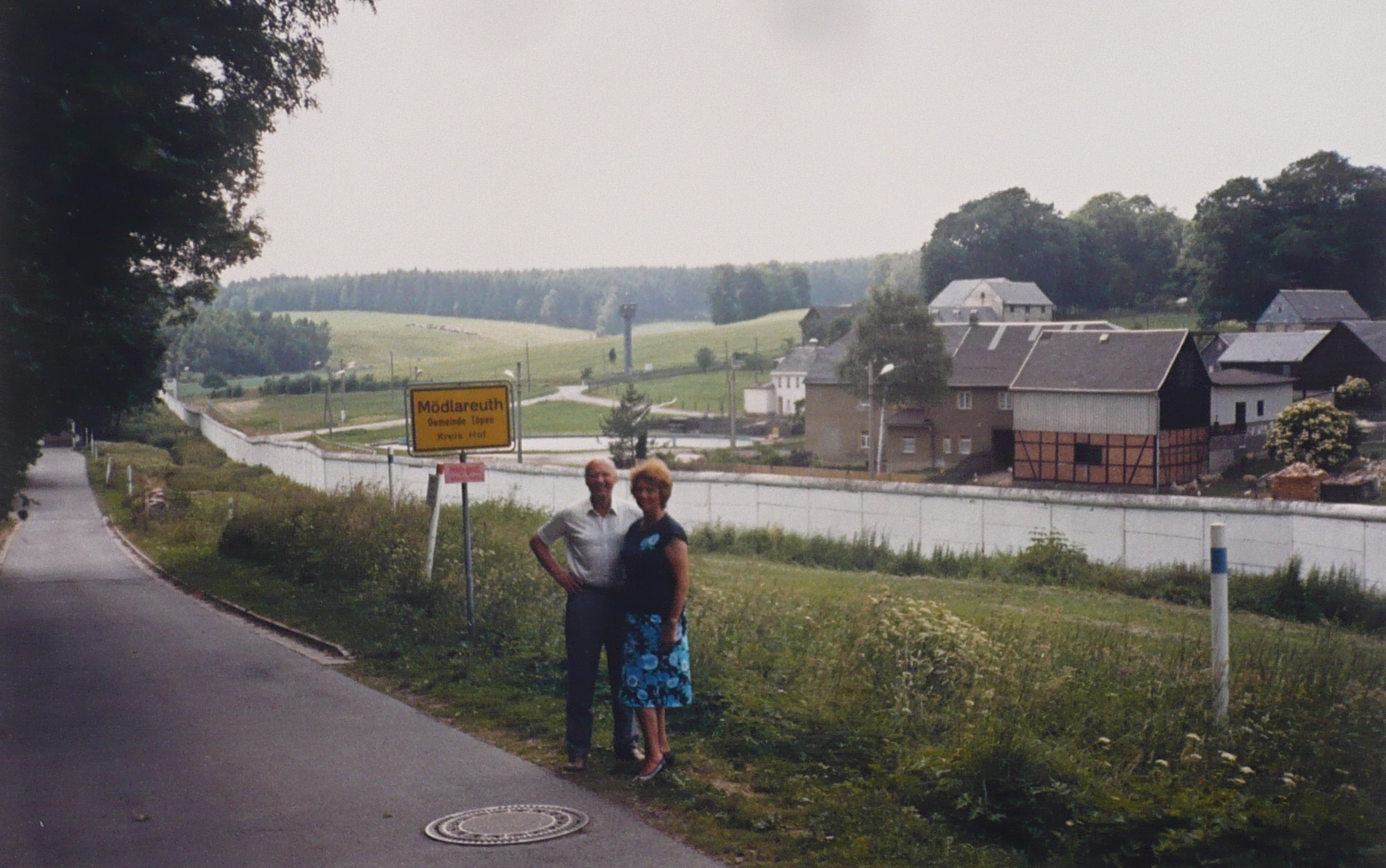
Duits-Duitse grens in 1989

Bad Lobenstein · Bodelwitz · Burgk · Dittersdorf · Döbritz · Dreba · Dreitzsch · Eßbach · Gefell · Geroda · Gertewitz · Görkwitz · Göschitz · Gössitz · Grobengereuth · Hirschberg · Keila · Kirschkau · Knau · Kospoda · Krölpa · Langenorla · Lausnitz · Lemnitz · Linda bei Neustadt an der Orla · Löhma · Miesitz · Mittelpöllnitz · Moßbach ·  Moxa · Neundorf (bij Schleiz) · Neustadt an der Orla · Nimritz · Oberoppurg · Oettersdorf · Oppurg · Paska · Peuschen · Plothen · Pörmitz · Pößneck · Pottiga · Quaschwitz · Ranis · Remptendorf · Rosendorf · Rosenthal am Rennsteig · Saalburg-Ebersdorf · Schleiz · Schmieritz · Schmorda · Schöndorf · Seisla · Solkwitz · Tanna · Tegau · Tömmelsdorf · Triptis · Volkmannsdorf · Weira · Wernburg · Wilhelmsdorf · Wurzbach · Ziegenrück